# Гримальди, Дэвид
Дэвид Гримальди (англ. David A. Grimaldi, 22 сентября 1957) — американский палеонтолог, специалист по вымершим насекомым, в том числе по вымершим муравьям.

## Биография
Палеонтолог, энтомолог и Куратор Отдела зоологии беспозвоночных животных (Curator of Invertebrate Zoology) в Музее Естествознания в Нью-Йорке (American Museum of Natural History, New York), а также профессор в  Корнеллском университете (Итака, Cornell University), Колумбийском университете (Манхэттен, Columbia University) и в Городском университете Нью-Йорка (City University of New York).
Считается одним из крупнейших специалистов по ископаемым насекомым из янтаря (в т. ч. из доминиканского), по плодовым мухам семейства Drosophilidae и ископаемым муравьям. Является соавтором описания древнейшего ископаемого шляпочного гриба Archaeomarasmius leggetti.

## Труды
- Grimaldi D. (1996). Amber: Window to the Past. Abrams. ISBN 0810926520.
- Grimaldi D. and Agosti D. (2001). A formicine in New Jersey Cretaceous amber (Hymenoptera: Formicidae) and early evolution of the ants. Proceedings of the National Academy of Sciences 97: 13678-13683. doi:10.1073/pnas.240452097. PMID 11078527
- Grimaldi, David A.; Engel, Michael S. Evolution of the Insects. — Cambridge, England: Cambridge University Press, 2005. — 772 p. — ISBN 0-521-82149-5.

## Эпонимия
Виды, названные в честь Д.Гримальди.
1. Halitheres grimaldii Giribet & Dunlop (ископаемый сенокосец из Бирманского янтаря)
2. Palaeoburmesebuthus grimaldii Lourenço (ископаемый скорпион из Бирманского янтаря)
3. Ambradolon grimaldii Metz (ископаемый вид мух-теревид из Доминиканского янтаря)
4. Cubanoptila grimaldii Wichard (ископаемый вид мух из Доминиканского янтаря)
5. Ctenoplectrella grimaldii Michael S. Engel (ископаемый вид пчел из Балтийского янтаря)
6. Afrarchaea grimaldii Penney (ископаемый паук из Бирманского янтаря)
7. Plectromerus grimaldii Nearns & Branham (ископаемый жук из Доминиканского янтаря)
8. Glabellula grimaldii Evenhuis (ископаемый вид Mythicomyiidae из Доминиканского янтаря)
9. Euliphora grimaldii Arillo & Mostovski (ископаемый вид мух-форид из Испанского янтаря)
10. Phyloblatta grimaldii Vršanský (ископаемый таракан из Триасса Вирджинии)
11. Glyptotermes grimaldii Michael S. Engel & Krishna (ископаемый термит из Доминиканского янтаря)
12. Burmadactylus grimaldii Heads (ископаемый карликовый сверчок из Бирманского янтаря)